# Extrasístole ventricular
Una extrasístole ventricular (ESV) o contracció ventricular prematura és una arrítmia cardíaca que es presenta en forma d'un únic batec aïllat anticipat (un batec ectòpic) que s'inicia per les fibres de Purkinje dels ventricles (en lloc del corresponent node sinoauricular). Les ESV poden no causar símptomes o es poden percebre com una alteració del ritme dels batecs o com palpitacions al pit. Les ESV no solen suposar cap perill.
Els esdeveniments elèctrics del cor detectats per l'electrocardiograma (ECG) permeten distingir fàcilment una ESV d'un batec cardíac normal. Una ESV es caracteritza per ser independent de la despolarització auricular, per tant, no vindrà precedit d'ona P, i el complex QRS és més ample que els normals. En alguns casos apareixen de forma repetitiva i regular després de batecs normals:
- En el bigeminisme apareix una ESV després de cada batec normal. És a dir, un patró de batec normal - ESV - batec normal - ESV...
- En el trigeminisme apareix una ESV després de dos batecs normals. És a dir, un patró de batec normal - batec normal - ESV - batec normal - batec normal - ESV...

Tanmateix, les ESV molt freqüents poden ser símptomes d'una afecció cardíaca subjacent (com la miocardiopatia arritmogènica del ventricle dret). A més, les ESV molt freqüents (més del 20% de tots els batecs cardíacs) es consideren un factor de risc per a la miocardiopatia induïda per arrítmies, en què el múscul cardíac es torna menys efectiu i es poden desenvolupar símptomes d'insuficiència cardíaca. Per tant, l'ecografia del cor es recomana en persones amb ESV freqüents.
Si les ESV són freqüents o molestos, es poden utilitzar medicaments (blocadors beta o certs blocadors dels canals de calci). Les ESV molt freqüents en persones amb miocardiopatia dilatada es poden tractar amb una ablació per radiofreqüència.

## Factors desencadenants
- Hipopotassèmia: augmenta l'excitabilitat dels ventricles.
- Sobredosi de digoxina.